# Coupe de la Ligue sénégalaise de football 2020
Navigation
Coupe de la Ligue 2019 Coupe de la Ligue 2023
La coupe de la Ligue Sénégalaise de football 2020 est la 10e édition de la coupe de la Ligue de football sénégalaise, organisée par la LSFP. Comme toutes les compétitions de football du pays, elle est annulée en raison de la pandémie de Covid-19.

## Déroulement de la compétition

### Calendrier
| Tour | Nom                 | Date                  | Participants |
| 1    | Premier tour        | 4 et 5 janvier 2020   | 24           |
| 2    | Huitièmes de finale | 11 et 12 février 2020 | 16 (12+4)    |
| 3    | Quarts de finale    |                       | 8            |
| 4    | Demi-finales        |                       | 4            |
| 5    | Finale              |                       | 2            |

### Participants
| Clubs de Ligue 1 (14)    | Clubs de Ligue 2 (14)    |
| arrivent en 8e de finale | arrivent au premier tour |
| ------------------------ | ------------------------ |
| AS Génération Foot       | ASCE La Linguère         |
| Diambars FC T            | Sonacos                  |
| Teungueth FC             | EJ Fatick                |
| CNEPS Excellence         | Amitié FC                |
| arrivent au premier tour | Jamono Fatick            |
| ASC Jaraaf               | Guédiawaye FC            |
| AS Dakar Sacré-Cœur      | US Ouakam                |
| AS Douanes               | Port                     |
| AS Pikine                | Keur Madior FC           |
| Stade de Mbour           | Africa Promo Foot        |
| Casa Sport               | ASC Renaissance          |
| US Gorée                 | DUC                      |
| ASAC Ndiambour           | Thiès FC                 |
| Mbour Petite-Côte FC     | Demba Diop FC            |
| NGB                      |                          |

### Premier tour
Le premier tour a lieu le 4 janvier 2020.
| Club (division)               | Score  | Club (division)                | T.a.b |
| ----------------------------- | ------ | ------------------------------ | ----- |
| NGB (Ligue 1)                 | 2-1    | ASCE La Linguère (Ligue 2)     |       |
| Demba Diop FC (Ligue 2)       | 2-0 ap | ASC Renaissance (Ligue 2)      |       |
| Jamono Fatick (Ligue 2)       | 1-0 ap | ASAC Ndiambour (Ligue 1)       |       |
| EJ Fatick (Ligue 2)           | 1-0    | Amitié FC (Ligue 2)            |       |
| US Ouakam (Ligue 2)           | 0-3    | Keur Madior FC (Ligue 2)       |       |
| Port (Ligue 2)                | 0-1    | Sonacos (Ligue 2)              |       |
| AS Douanes (Ligue 1)          | 3-1    | Africa Promo Foot (Ligue 2)    |       |
| Thiès FC (Ligue 2)            | 1-0    | Mbour Petite-Côte FC (Ligue 1) |       |
| ASC Jaraaf (Ligue 1)          | 0-0 ap | AS Pikine (Ligue 1)            | 2-4   |
| AS Dakar Sacré-Cœur (Ligue 1) | 1-0    | DUC (Ligue 2)                  |       |
| Casa Sports (Ligue 1)         | 1-0    | Stade de Mbour (Ligue 1)       |       |
| Guédiawaye FC (Ligue 2)       | 1-0    | US Gorée (Ligue 1)             |       |

### Huitièmes de finale
Les huitièmes de finale ont lieu le 12 février 2020.
Entrent en lice :
- AS Génération Foot
- Diambars FC
- Teungueth FC
- CNEPS Excellence

| Club (division)            | Score  | Club (division)               | T.a.b |
| -------------------------- | ------ | ----------------------------- | ----- |
| NGB (Ligue 1)              | 0-1    | Keur Madior FC (Ligue 2)      |       |
| Demba Diop FC (Ligue 2)    | 2-2 ap | AS Pikine (Ligue 1)           | 1-3   |
| Guédiawaye FC (Ligue 2)    | 0-1    | AS Génération Foot (Ligue 1)  |       |
| EJ Fatick (Ligue 2)        | 1-1 ap | Casa Sports (Ligue 1)         | 2-4   |
| CNEPS Excellence (Ligue 1) | 1-4 ap | AS Dakar Sacré-Cœur (Ligue 1) |       |
| Teungueth FC (Ligue 1)     | 1-1 ap | Jamono Fatick (Ligue 2)       | 3-4   |
| Sonacos (Ligue 2)          | 0-2    | AS Douanes (Ligue 1)          |       |
| Thiès FC (Ligue 2)         | 1-2    | Diambars FC (Ligue 1)         |       |

### Quarts de finale
Les quarts de finale sont abandonnés en raison de la pandémie de Covid-19.
| Club (division)       | Score | Club (division)               | T.a.b |
| --------------------- | ----- | ----------------------------- | ----- |
| AS Douanes (Ligue 1)  |       | Jamono Fatick (Ligue 2)       |       |
| Diambars FC (Ligue 1) |       | Keur Madior FC (Ligue 2)      |       |
| AS Pikine (Ligue 1)   |       | AS Dakar Sacré-Cœur (Ligue 1) |       |
| Casa Sports (Ligue 1) |       | Génération Foot (Ligue 1)     |       |